# Rhododendron rhuyuenense
Rhododendron rhuyuenense là một loài thực vật có hoa trong họ Thạch nam. Loài này được Chun ex P.C. Tam miêu tả khoa học đầu tiên năm 1983.